# Pokot
Pokot (tiếng Anh: Spoor) là một bộ phim điện ảnh đề tài hình sự của Ba Lan năm 2017 do Agnieszka Holland làm đạo diễn, chuyển thể từ tiểu tuyết Drive Your Plow Over the Bones of the Dead của Olga Tokarczuk. Phim đã được lựa chọn tranh giải Gấu vàng tại hạng mục chính của Liên hoan phim quốc tế Berlin lần thứ 67. Tại Berlin, tác phẩm đã giành giải Alfred Bauer (Gấu bạc). Phim còn được lựa chọn đại diện cho điện ảnh Ba Lan tranh cử Phim ngoại ngữ hay nhất tại lễ trao giải Oscar lần thứ 90, nhưng không lọt vào danh sách đề cử.

## Nội dung
Phim lấy bối cảnh tại một vùng núi hẻo lánh của Thung lũng Kłodzko nằm ở vùng Tây Nam của Ba Lan, nơi một người phụ nữ lớn tuổi lập di tên là Janina Duszejko sồng cùng hai chú chó của cô. Một ngày nọ, lũ chó của cô biến mất trong lúc cô đang chở một người phụ nữ địa phương tên là Dobra Nowina tới một cửa tiệm. Một đêm khác, cô bị đánh thức bởi một người hàng xóm tên Swierszcynski ("Matoga") khi người này thông báo rằng Big Foot đã chết. Duszejko bị cảnh sát trưởng tra hỏi và cô liền khiếu nại về những chú chó đang mất tích của mình, nhưng cảnh sát ngay lập tức bác bỏ khiếu nại đó. Sau Duszejko cảnh sát trưởng gặp Jaroslav Wnetzak – một doanh nhân địa phương và người này đưa cho ông cảnh sát trưởng tối hậu thư về số tiền mà vị cảnh sát này nợ. Duszejko tiếp tục khiếu nại với vị linh mục địa phương về những con chó của cô song bị vị này trừng phạt tội báng bổ vì đối xử với động vật như con người.  Duszejko liên tục bị quấy rầy bởi những hoạt động săn bắn và giết chóc động vật nơi đây. Cô cố gắng ngăn một vụ săn bắn nhưng bị ngăn lại và làm nhục.

## Đón nhận

### Đánh giá chuyên môn
Trên hệ thống tổng hợp kết quả đánh giá Rotten Tomatoes, phim nhận được 74% lượng đồng thuận từ 23 bài đánh giá, qua đó đạt điểm trung bình 6,5/10. Trên trang Metacritic, phim đạt số điểm 67/100 theo đánh giá từ 14 nhà phê bình, trong đó đa số là tích cực.
Tháng 2 năm 2017, đạo diễn Holland phát biểu trong một buổi phỏng vấn với tờ The Guardian: "Một nhà báo của hãng thông tấn Ba Lan đã viết rằng chúng tôi đã làm ra một bộ phim phản đạo Cơ đốc sâu sắc để cổ động khủng bố sinh thái. Chúng tôi đọc tin này với một chút thỏa mãn và nghĩ về việc đưa chuyện này lên áp phích quảng bá, bởi nó sẽ khuyến khích những khán giả chẳng bận tâm đến vấn đề kia đến và xem phim."